# Wyoming PBS
A Wyoming PBS az Amerikai Egyesült Államok Wyoming államának köztelevíziója. A Közép-wyomingi Főiskola által üzemeltetett csatorna a PBS hálózatának tagja. Három nagy teljesítményű átjátszóadója és negyven kis teljesítményű vételkörzet-növelő adója van.
Wyomingnak az államok között utolsó előttiként lett köztévéje; ugyan az 1950-es években már próbálkoztak egy oktatási csatorna létrehozásával, az állam ezt nem finanszírozta. Mivel a főiskolának már volt műsorszórói képzése, saját adó létrehozása mellett döntöttek; az építési engedélyt 1981 decemberében kapták meg, az adás 1983. május 27-én indult. A kezdeti bővítési terveket beárnyékolták a forráskivonások.
A szövetségi, állami és főiskolai támogatások mellett nézői adományokból tartják fenn. Műsorai Wyoming életével kapcsolatosak.

## Története

### Törekvések egy oktatási televízióra
Ugyan korábban is próbálkoztak egy wyomingi oktatási televízió létrehozásával, a törvényhozás nem adott rá támogatást, így erre 1953-ig várni kellett. 1951-től a Wyomingi Egyetem a 8-as VHF-csatornán sugárzott volna, de meg kellett várniuk a törvényhozás 1953-as kétévenkénti gyűlését. A kérvényt elutasították, mert szerintük a KFBC-TV-vel nem lenne versenyképes; mivel az adó tulajdonosa, Tracy McCraken az egyetemi igazgatótanácsa tagja volt, összeférhetetlenség is felmerült. 1961-ben a Casperi Főiskola pályázatot nyújtott be a 6-os csatorna hasznosítására, Jack R. Gage kormányzó pedig javaslatot tett a 8-as csatorna oktatási célú felhasználására (ekkor több kereskedelmi adó is igényt tartott rá). Gale W. McGee szenátor ellenezte a 11-es csatorna átjátszóadójaként való működést, mivel ezzel a vételkörzetből Cheyenne-t kizárnák.
1965-ben az államban egyedül a KTWO-TV kereskedelmi adó sugárzott oktatási műsorokat, emellett a Community Television a denveri KRMA-TV adását ismételte, de ekkor már tervezték egy helyi adó létrehozását. 1964 végén a Casperi Főiskola újra pályázott a 6-os csatornára, majd 1965 decemberében a Clifford Hansen vezette bizottság megvalósíthatósági tanulmányt rendelt a 6-os és 8-as csatornákhoz, és új frekvenciapályázatot nyújtott be. Hansen utódja, Stanley K. Hathaway 1967 februárjában aláírta a televíziós bizottságról szóló törvényjavaslatot, de azt az állam nem finanszírozta. Úgy tervezték, hogy 1969-ben a terveket a törvényhozás jóváhagyja és az adás 1971-ben elindulhat. Mivel a Public Broadcasting Act of 1967 keretében az állam nagy mennyiségű szövetségi támogatást kapott, a törvényhozás a helyi finanszírozáshoz nem járult hozzá. 1979-ben egy másik bizottság újra pályázott, de a törvényhozás sem 1979-ben, sem 1981-ben nem adott támogatást. Ekkoriban Wyomingban a KRMA mellett a Salt Lake City-i KUED volt fogható.

### A KWCW-TV létrejötte
Az 1968-ban alapított Közép-wyomingi Főiskolán televíziós és rádiós műsorkészítői képzés indult; a hallgatók által készített műsort a rivertoni kábelhálózaton továbbították. 1980 novemberében a főiskola telekommunikációs konferenciát tartott; Jerry Garber képzési felelős meggyőzte az intézmény vezetését, hogy pályázzanak a landeri 4-es csatornára és a hozzá tartozó mikrohullámú rendszerre. Miután 1981-ben a törvényhozás nem járult hozzá egy köztévé létrehozásához, az iskola beadta pályázatát, azonban időközben a casperi KGWC-TV kereskedelmi tévé a 4-es csatornán átjátszóadót akart létrehozni. Az FCC ehelyett az 5-ös csatornát javasolta, de az intézmény aggódott, hogy a csatornacsere miatt nem kapnának szövetségi támogatást (ugyanekkor a KGWC egy lehetséges versenytársra számított).
1981 decemberében a National Telecommunications and Information Administrationtől érkező szövetségi támogatást követően az FCC megadta az engedélyt az 1983. januári induláshoz. Richard St. Pierre rektor ezt 325 ezer dollár önerővel egészítette ki; döntése miatt bizalmatlansági indítványt nyújtottak be ellene és lemondott. Ugyan korábban megtiltották, az erdőszolgálat végül engedélyezte a Limestone-hegyi átjátszóadó megépítését, melynek antennája a KTWO-TV adománya. A KWCW-TV tesztüzeme 1983. május 10-én, rendes adása május 27-én indult. Ezzel Montana maradt az utolsó, köztévé nélküli állam.
A műsor indulását követően az intézmény minden támogatást megvont a televíziótól (Fremont megyében ekkor zárt be egy urán- és egy vasbánya is, ezzel a megye bevételei jelentősen csökkentek).

### Terjeszkedés
Az 1980-as és 1990-es években vételkörzete növekedett. A Casperi Főiskola adója kezdetben a KRMA-TV, majd 1987-től a KCWC-TV műsorát ismételte (a casperi Tele-Communications Inc. hálózatán csak 1992 decemberében vált elérhetővé). Az 1980-as évek végén a Közép-wyomingi Főiskola adományt kapott egy mikrohullámú rendszer létrehozására és szövetségi támogatást annak bővítésére. A KCWC 1990-ben felvette a Wyoming Public Television nevet és a Jackson Hole térségében, valamint Sheridanben is új átjátszókat adtak át. Mivel a tervezett állami hálózat pénzügyi okokból nem indult el, 1994-ben a Wyoming Public Televisiont több kábelszolgáltató is felvette kínálatába.
1999-ben minden állami forrást kivontak volna, ami a tévé költségvetését harmadával csökkentette volna. 2008-ban pénzügyi alapot hoztak létre; 2015-től ebből finanszírozzák a műsorkészítést. 2003 elején Lander környékén már digitális módon sugároztak, 2004 decemberében pedig Laramie és Cheyenne területén növelték az analóg adóteljesítményt. 2007 márciusában a casperi átjátszóadót a nagy teljesítményű KPTW váltotta. 2008. január 1-jén felvette mai nevét, 2009. február 17-én pedig az analóg adást leállították.
Ugyan a csatorna az állam egyetlen köztévéje, nem mindenhol fogható: a műholdas szolgáltatók nem kötelesek alacsony adóteljesítményű adások továbbítására, emellett több megyében csak a szomszédos államok csatornái foghatók. 2009-ben egy törvényjavaslat lehetővé tette volna a vételkörzet-növelést. Az adás saját applikációban és a YouTube TV-n is nézhető.

## Finanszírozása
A 2024-es pénzügyi évben a szövetségi CPB 1,32 milliós támogatása a költségvetés 33 százalékát, az 1,92 milliós állami támogatás pedig további 48 százalékot tett ki. A 2023-as évben bevételük 4,98 millió dollár volt.

## Műsorai
A 2023-as pénzügyi évben 27 órányi helyi műsort (Wyoming Chronicle, Our Wyoming, Nature WY, A State of Mind: Confronting Our Mental Health Crisis) sugároztak, emellett a képviselő-testületi ülésekről élő videót indítottak.

## Átjátszóadók
A tévécsatornának három nagy teljesítményű átjátszóadója és negyven kis teljesítményű vételkörzet-növelő csatornája van; utóbbiak közül kettő a KWYP, a többi a KCWC műsorát továbbítja (kettő a digitális konverzió miatti jelveszteséget pótolja). Az állami lefedettség 95%.
| Név     | Város   | Csatornák          | Indulás         | ERP [kW] | HAAT [m] | FID   | Koordináták                                                     |
| ------- | ------- | ------------------ | --------------- | -------- | -------- | ----- | --------------------------------------------------------------- |
| KCWC-DT | Lander  | VHF 8, virtuális 4 | 1983. május 27. | 60       | 432      | 10036 | é. sz. 42° 34′ 58″, ny. h. 108° 42′ 36″42.582639°N 108.709917°W |
| KWYP-DT | Laramie | VHF 8, virtuális 8 | 2004. november  | 13       | 308      | 10032 | é. sz. 41° 17′ 17″, ny. h. 105° 26′ 44″41.287972°N 105.445694°W |
| KPTW    | Casper  | VHF 8, virtuális 6 | 2007. március   | 2,3      | 568      | 82575 | é. sz. 42° 44′ 26″, ny. h. 106° 21′ 37″42.740472°N 106.360194°W |

| Város          | Hívójel       | Főadó   | VHF-csatorna | ERP   | HAAT | FID    | Koordináták                                                     |
| -------------- | ------------- | ------- | ------------ | ----- | ---- | ------ | --------------------------------------------------------------- |
| Big Piney      | K33JQ-D       | KCWC-DT | 33           | 0,02  | 167  | 167599 | é. sz. 42° 34′ 11″, ny. h. 109° 54′ 42″42.569639°N 109.911528°W |
| Buffalo        | K19GX-D       | KCWC-DT | 19           | 0,2   | 94   | 167618 | é. sz. 44° 05′ 11″, ny. h. 106° 40′ 23″44.086361°N 106.673083°W |
| Cheyenne       | K36JO-D       | KWYP-DT | 36           | 6     | 53   | 128524 | é. sz. 41° 09′ 34″, ny. h. 104° 43′ 20″41.159583°N 104.722167°W |
| Chugwater      | K16IO-D       | KCWC-DT | 16           | 0,9   | 101  | 182338 | é. sz. 41° 46′ 09″, ny. h. 104° 49′ 01″41.769111°N 104.816889°W |
| Clareton       | K31LF-D       | KCWC-DT | 31           | 0,245 | 101  | 182314 | é. sz. 43° 44′ 40″, ny. h. 105° 28′ 03″43.744472°N 105.467500°W |
| Clark          | K23IX-D       | KCWC-DT | 23           | 0,25  | -47  | 167617 | é. sz. 44° 56′ 20″, ny. h. 109° 07′ 02″44.938833°N 109.117361°W |
| Clarks Fork    | K02LH-D       | KCWC-DT | 2            | 0,04  | -332 | 51612  | é. sz. 44° 53′ 37″, ny. h. 109° 38′ 25″44.893556°N 109.640167°W |
| Cody Powell    | K19LM-D       | KCWC-DT | 19           | 1     | 17,1 | 51616  | é. sz. 44° 35′ 14″, ny. h. 108° 51′ 10″44.587167°N 108.852917°W |
| Crowheart      | K18JJ-D       | KCWC-DT | 18           | 0,335 | 117  | 181744 | é. sz. 43° 08′ 06″, ny. h. 108° 55′ 02″43.135056°N 108.917194°W |
| Douglas        | K29JO-D       | KCWC-DT | 29           | 1,1   | 102  | 181744 | é. sz. 42° 43′ 25″, ny. h. 105° 18′ 24″42.723611°N 105.306667°W |
| Dubois         | K16LT-D       | KCWC-DT | 16           | 0,3   | 381  | 167620 | é. sz. 43° 29′ 58″, ny. h. 109° 41′ 18″43.499389°N 109.688472°W |
| Evanston       | K23DS-D       | KCWC-DT | 23           | 0,23  | 407  | 74269  | é. sz. 41° 28′ 01″, ny. h. 110° 54′ 19″41.466889°N 110.905167°W |
| Freedom        | K31DC-D       | KCWC-DT | 31           | 0,2   | 684  | 38920  | é. sz. 41° 28′ 01″, ny. h. 110° 54′ 19″41.466889°N 110.905167°W |
| Gillette       | K26NL-D       | KCWC-DT | 26           | 5,8   | 117  | 167621 | é. sz. 44° 18′ 17″, ny. h. 105° 33′ 55″44.304722°N 105.565278°W |
| Glendo         | K21HQ-D       | KWYP-DT | 21           | 0,25  | 161  | 127144 | é. sz. 42° 20′ 44″, ny. h. 105° 01′ 56″42.345500°N 105.032194°W |
| Glenrock       | K24MK-D       | KCWC-DT | 24           | 0,4   | 64   | 182697 | é. sz. 42° 53′ 28″, ny. h. 105° 52′ 06″42.891167°N 105.868278°W |
| Greybull       | K19KW-D       | KCWC-DT | 19           | 1,15  | 162  | 167263 | é. sz. 44° 24′ 47″, ny. h. 107° 59′ 51″44.413000°N 107.997611°W |
| Jackson        | K19KW-D       | KCWC-DT | 19           | 0,23  | 232  | 10033  | é. sz. 43° 27′ 45″, ny. h. 110° 45′ 06″43.462417°N 110.751583°W |
| Kemmerer       | K24GT-D       | KCWC-DT | 24           | 0,37  | 267  | 128712 | é. sz. 41° 50′ 17″, ny. h. 110° 30′ 14″41.838056°N 110.503889°W |
| La Barge       | K29HV-D       | KCWC-DT | 29           | 0,25  | 571  | 167614 | é. sz. 42° 09′ 27″, ny. h. 110° 19′ 42″42.157417°N 110.328194°W |
| Lander         | KCWC-DT (DRT) | KCWC-DT | 16           | 0,12  | 7    | 10036  | é. sz. 42° 54′ 21″, ny. h. 108° 42′ 21″42.905778°N 108.705944°W |
| Lovell         | K27OU-D       | KCWC-DT | 27           | 1,2   | 82   | 167622 | é. sz. 44° 51′ 36″, ny. h. 108° 29′ 47″44.860028°N 108.496417°W |
| Lucerne        | K22NJ-D       | KCWC-DT | 22           | 0,35  | 41   | 167591 | é. sz. 43° 42′ 46″, ny. h. 107° 53′ 01″43.712750°N 107.883694°W |
| Meeteetse      | K29IH-D       | KCWC-DT | 29           | 1,25  | 72   | 127615 | é. sz. 44° 12′ 44″, ny. h. 108° 51′ 30″44.212278°N 108.858333°W |
| Mountain View  | K36OU-D       | KCWC-DT | 36           | 0,3   | 310  | 27129  | é. sz. 41° 06′ 19″, ny. h. 110° 12′ 38″41.105333°N 110.210694°W |
| Mountain View  | K16NU-D       | KCWC-DT | 16           | 0,3   | 14   | 27130  | é. sz. 41° 06′ 19″, ny. h. 110° 12′ 38″41.105333°N 110.210694°W |
| Newcastle      | K15II-D       | KCWC-DT | 15           | 0,23  | -27  | 181516 | é. sz. 43° 50′ 24″, ny. h. 104° 12′ 05″43.839972°N 104.201306°W |
| North Fork     | K32IF-D       | KCWC-DT | 32           | 0,2   | 599  | 167598 | é. sz. 44° 29′ 37″, ny. h. 109° 10′ 10″44.493556°N 109.169306°W |
| Pinedale       | K19HJ-D       | KCWC-DT | 19           | 0,1   | 185  | 167598 | é. sz. 42° 55′ 09″, ny. h. 110° 00′ 54″42.919083°N 110.015139°W |
| Rawlins        | K15MP-D       | KCWC-DT | 15           | 2,75  | 292  | 56610  | é. sz. 41° 40′ 53″, ny. h. 107° 14′ 13″41.681278°N 107.237000°W |
| Rawlins        | K19MG-D       | KCWC-DT | 19           | 0,32  | 67   | 167613 | é. sz. 41° 46′ 16″, ny. h. 107° 14′ 17″41.771028°N 107.238028°W |
| Rock Springs   | K28JU-D       | KCWC-DT | 28           | 0,5   | 372  | 167610 | é. sz. 41° 34′ 43″, ny. h. 109° 19′ 14″41.578611°N 109.320556°W |
| Sage Junction  | K17NG-D       | KCWC-DT | 17           | 2     | 93   | 182684 | é. sz. 41° 49′ 08″, ny. h. 110° 58′ 27″41.818972°N 110.974111°W |
| Sheridan       | K15HK-D       | KCWC-DT | 15           | 4     | 368  | 167612 | é. sz. 44° 37′ 26″, ny. h. 107° 07′ 05″44.623806°N 107.118083°W |
| Sundance       | K15KM-D       | KCWC-DT | 15           | 0,92  | 270  | 181532 | é. sz. 44° 23′ 17″, ny. h. 104° 22′ 37″44.388028°N 104.376889°W |
| Sunlight Basin | K29IG-D       | KCWC-DT | 29           | 0,22  | 482  | 167609 | é. sz. 44° 45′ 14″, ny. h. 109° 22′ 30″44.753944°N 109.375000°W |
| Teton Village  | K16LM-D       | KCWC-DT | 16           | 0,5   | 741  | 167611 | é. sz. 43° 35′ 47″, ny. h. 110° 52′ 10″43.596500°N 110.869556°W |
| Thermopolis    | KCWC-DT (DRT) | KCWC-DT | 16           | 0,09  | 71,8 | 10036  | é. sz. 43° 39′ 08″, ny. h. 108° 15′ 07″43.652167°N 108.252028°W |
| Torrington     | K18JD-D       | KCWC-DT | 18           | 0,23  | -12  | 181528 | é. sz. 42° 04′ 35″, ny. h. 104° 11′ 30″42.076333°N 104.191611°W |
| Wood River     | K31JO-D       | KCWC-DT | 31           | 0,25  | 218  | 167608 | é. sz. 44° 04′ 30″, ny. h. 108° 56′ 12″44.074944°N 108.936778°W |
| Wright         | K25LI-D       | KCWC-DT | 25           | 0,9   | 223  | 181734 | é. sz. 43° 43′ 26″, ny. h. 105° 53′ 36″43.723861°N 105.893333°W |

## Alcsatornák
| Csatorna | Csatorna | Csatorna | Felbontás | Képarány | Rövid név | Rövid név | Rövid név | Hálózat                  |
| KCWC-DT  | KWYP-DT  | KPTW     | Felbontás | Képarány | KCWC-DT   | KWYP-DT   | KPTW      | Hálózat                  |
| -------- | -------- | -------- | --------- | -------- | --------- | --------- | --------- | ------------------------ |
| 4.1      | 8.1      | 6.1      | 1080i     | 16:9     | KCWC-HD   | KWYP-HD   | KPTW-HD   | PBS                      |
| 4.2      | 8.2      | 6.2      | 480i      | 16:9     | KCWC-SD   | KWYP-SD   | KPTW-SD   | Create                   |
| 4.3      | 8.3      | 6.3      | 480i      | 16:9     | KIDS-SD   | KIDS-SD   | KIDS-SD   | PBS Kids                 |
| 4.4      | 8.4      | 6.4      | 480i      | 16:9     | FNX-SD    | FNX-SD    | FNX-SD    | First Nations Experience |

## Fordítás
- Ez a szócikk részben vagy egészben  a   Wyoming PBS című angol Wikipédia-szócikk ezen változatának fordításán alapul.  Az eredeti cikk szerkesztőit annak laptörténete sorolja fel. Ez a jelzés csupán a megfogalmazás eredetét és a szerzői jogokat jelzi, nem szolgál a cikkben szereplő információk forrásmegjelöléseként.